# Ortilia dictynna
Ortilia dictynna är en fjärilsart som beskrevs av Johannes Karl Max Röber 1914. Ortilia dictynna ingår i släktet Ortilia och familjen praktfjärilar. Inga underarter finns listade i Catalogue of Life.